# Corrida de São Silvestre de 1928
A Corrida de São Silvestre de 1928 foi a 4ª edição da prova de rua, realizada no dia 31 de dezembro de 1928, no centro da cidade de São Paulo, a largada aconteceu as 23h45m, a prova foi de organização da Cásper Líbero.
O vencedor foi Salim Maluf, da Associação Atlética das Palmeiras com o tempo de 29m11s.

## Percurso
Da Avenida Paulista ao Parque Trianon, com 6 200 metros.

## Resultados

#### Masculino
- 1º Salim Maluf (Brasil) - 29m11s